# Radikal 2
Das Radikal 2 mit den Bedeutungen „Senkrechtstrich“ und „Stock“ gehört zu den sechs mit nur einem Strich geschriebenen Radikalen von 214 traditionellen Radikalen der chinesischen Schrift.
Das Zeichen ist ähnlich dem Hangeulzeichen ㅣ „i“.
Das Radikal Stock nimmt nur in der Langzeichen-Liste traditioneller Radikale, die aus 214 Radikalen besteht, die 2. Position ein. In modernen Kurzzeichen-Wörterbüchern kann es sich an ganz anderer Stelle finden. Im Neuen chinesisch-deutschen Wörterbuch aus der Volksrepublik China mit (227 Radikalen) steht es zum Beispiel an 3. Stelle.
Mit 9 Zeichenverbindungen in Mathews’ Chinese-English Dictionary gibt es nur sehr wenige Schriftzeichen, die unter diesem Radikal im Wörterbuch zu finden sind. Auch im Neuen deutsch-chinesischen Wörterbuch sind es lediglich sechs Schriftzeichen. Auch im Kangxi-Wörterbuch waren es nur 21 Schriftzeichen, die unter diesem Radikal zu finden waren.
Der Senkrechtstrich (豎 shù) gehört zu den acht Prinzipien des Schriftzeichens 永 (永字八法 Yǒngzì Bāfǎ), das heißt zu den acht beziehungsweise fünf Strichen, die Grundlage der chinesischen Kalligrafie sind und aus denen sich alle Schriftzeichen zusammensetzen.

## Bedeutung
Das Schriftzeichen entwickelte sich wohl aus der bildlichen Darstellung eines Stocks, der als Stütze oder als Waffe verwendet wurde. In dieser Grundbedeutung kommt das Radikal praktisch nicht mehr vor, sondern in unterschiedlichen Schriftzeichen mit unterschiedlicher Bedeutung:
- Im Schriftzeichen 中 (zhong = Mitte) steht der Senkrechtstrich zum Beispiel für einen Pfeil, der durch eine Zielscheibe geht.
- Im Schriftzeichen 木 (mu = Baum, Holz; Radikal 75) steht der Senkrechtstrich für den Baumstamm.
- Im Schriftzeichen 申 (shen = erklären) steht der Senkrechtstrich für einen Mann, der seine Arme seitlich in die Hüfte gestemmt hat.
- Im Schriftzeichen 串 (chuan = aufreihen) steht der Senkrechtstrich für eine Spindel, die durch zwei Objekte geht.
- Im Schriftzeichen 引 (yin = Mitte; Radikal 57) steht der Senkrechtstrich für die Sehne eines gespannten Bogens.

## Schriftzeichenverbindungen, die vom Radikal 2 regiert werden
| Striche | Zeichen    |
| ------- | ---------- |
| +0      | 丨         |
| +01     | 丩         |
| +02     | 个丫丬     |
| +03     | 中丮丯丰书 |
| +04     | 丱         |
| +06     | 串         |
| +07     | 丳         |
| +08     | 临         |
| +09     | 丵         |

 Im Unicodeblock Kangxi-Radikale ist das Radikal 2 unter der Codepointnummer 12.033 (U+2F01) codiert.